# TT299
La tombe thébaine TT 299 est située à Deir el-Bahari, dans la nécropole thébaine, sur la rive ouest du Nil, face à Louxor en Égypte.
C'est la tombe d'Inherkhâou, contremaître dans la Place de Vérité, qui avait précédemment la tombe TT359, probablement destiné à l'usage de sa famille.
Inherkhâou vivait entre la fin du règne de Ramsès III et le début de celui de Ramsès IV (XXe dynastie).

## Description
Seuls les privilégiés, comme les contremaîtres Inherkhâou et Hay (tombe TT267), qui est contemporain de Ramsès IX, semblent avoir eu assez de fortune pour se construire des tombes magnifiquement décorées de fresques polychromes.
Inerkhau a fait décorer sa tombe par deux peintres, Hormin et Nebnefer, qui ont signé leurs œuvres — chose extrêmement rare —, qui ont des styles différents, que Nadine Cherpion décrit comme négligé pour Nebnefer et soigné pour Hormin.
Dans sa tombe, Inerkhau est accompagné de son épouse Ouâbet (la pure) et de nombreux enfants. Ouâbet porte le titre de « Maîtresse de maison », mais aussi de « Chanteuse d'Amon » (ce qui montre qu'elle avait une fonction dans le temple de Karnak), et de « Chanteuse d'Hathor ».